# Мазепа (фільм, 1909)
«Мазепа» (1909) — німий художній короткометражний фільм Василя Гончарова за мотивами поеми О. С. Пушкіна «Полтава» та лібрето опери «Мазепа».

## Сюжет
Гетьман Мазепа просить руки Марії Кочубеївни й дістає відкоша. Марія, не послухавшись батькової волі, тікає з Мазепою. Кочубей посилає цареві Петру донос на Мазепу, проте цар не вірить наклепу й видає Мазепі й донос, і посланця. Кочубея хапають і садять у в'язницю. Мати Марії просить дочку врятувати батька від смерті, але Кочубея все-таки страчують.

## Актори
- Василь Степанов —  Кочубей
- Андрій Громов —  Мазепа
- Раїса Рейзен —  Марія
- Антоніна Пожарська —  мати Марії

## Цікаві факти
- Другий (після «Пісні про купця Калашникова») фільм «історичної серії» кіноательє Ханжонкова.
- Зі спогадів О. О. Ханжонкова[1] :

"Якісь справи фірми перешкодили мені бути присутнім на зйомках цієї картини (Тривали ці зйомки не більше 3-5 днів), але пам'ятаю, що вона не вдалася і, випущена під назвою «Мазепа», успіхом не користувалася. "

- Фільм вийшов на екрани 6 листопада (27 жовтня по старому стилю) 1909 року.
- Фільм зберігся без написів.
- Фільм перейшов у суспільне надбання.
- Поставлений в 1914 році фільм Петра Чардиніна «Мазепа» знятий на основі іншого сюжету — за поемою «Мазепа» Юліуша Словацького.